# Pica-pau-árabe
Pica-pau-árabe ou pica-pau-arábico (Dendrocoptes dorae) é uma espécie de ave da família Picidae, pertencente ao género Dendrocoptes. É nativo dos Montes Sarawat da Arábia Saudita e do Iémen. É o único pica-pau que se reproduz na Península Arábica.